# Ugandische Netball-Nationalmannschaft
Die ugandische Netball-Nationalmannschaft (englisch Uganda national netball team) vertritt Uganda im Netball auf internationaler Ebene.

## Geschichte
Erstmals nahm Uganda bei der Netball-Weltmeisterschaft 1979 an einem Weltturnier teil und konnte dort einen geteilten 13. Platz erringen. In der Folge nahmen sie zunächst nicht mehr an den Weltmeisterschaften teil oder verpassten die Qualifikation. Erst 2015 gelang ihnen wieder sich zu qualifizieren und dabei dann den achten Platz zu erringen. Bei den folgenden Commonwealth Games 2018 erreichten sie ebenfalls das Endturnier und erzielten dabei den sechsten Platz. Bei der Weltmeisterschaft 2019 folgte der siebte Platz, bevor sie bei den Commonwealth Games 2022 in Birmingham sich den fünften Platz sichern konnten.

## Internationale Turniere

### Commonwealth Games
- 1998: nicht teilgenommen
- 2002: nicht teilgenommen
- 2006: nicht teilgenommen
- 2010: nicht teilgenommen
- 2014: nicht teilgenommen
- 2018: 6. Platz
- 2022: 5. Platz

### Netball-Weltmeisterschaft
- 1963: nicht teilgenommen
- 1967: nicht teilgenommen
- 1971: nicht teilgenommen
- 1975: nicht teilgenommen
- 1979: 13. Platz (geteilt)
- 1983: nicht teilgenommen
- 1987: nicht teilgenommen
- 1991: nicht teilgenommen
- 1995: nicht teilgenommen
- 1999: nicht teilgenommen
- 2003: nicht teilgenommen
- 2007: nicht teilgenommen
- 2011: nicht teilgenommen
- 2015: 8. Platz
- 2019: 7. Platz